# Elie Nadelman

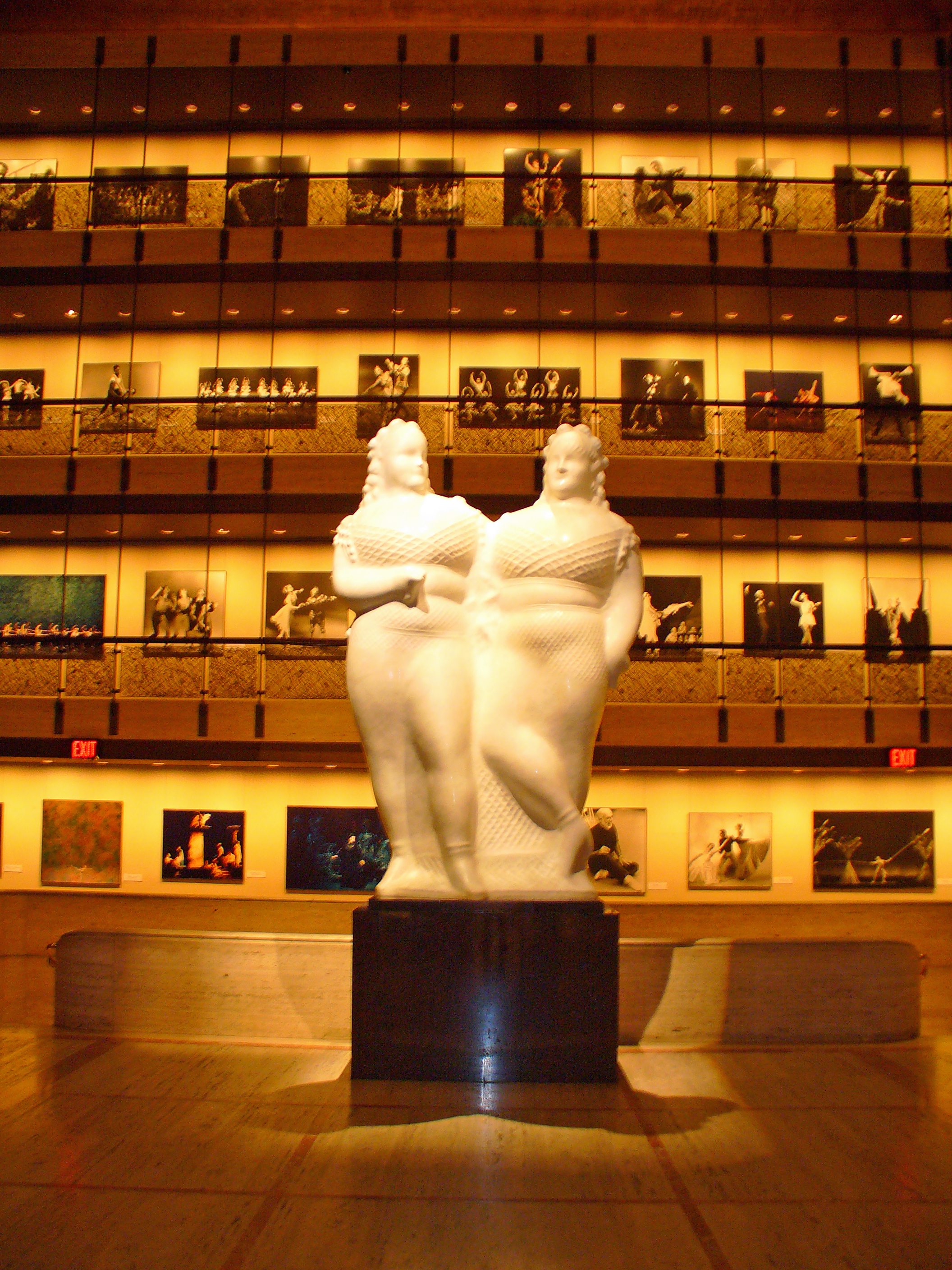
'Circus Women' escultura en el New York State Theater.

Elie Nadelman (20 de febrero de 1882, Varsovia - 28 de diciembre de 1946) fue un escultor, dibujante y coleccionista norteamericano que había nacido en Polonia. 

## Obras
- "Standing Nude" (ca. 1908) Metropolitan Museum of Art
- "Ideal Head" (ca. 1910) Honolulu Academy of Arts
- "Man in the Open Air" (c.1915) MOMA, Museum of Modern Art, Nueva York
- "The Resting Stag" (ca. 1915) Honolulu Academy of Arts
- "The Wounded Stag" (ca. 1915) Honolulu Academy of Arts
- "Dancing Girl" (1916-1918) Honolulu Academy of Arts
- "Circus Women" New York State Theater (reproducción).
- "Two Nudes" New York State Theater (reproducción).